# Льянос-де-Мохос (археологія)

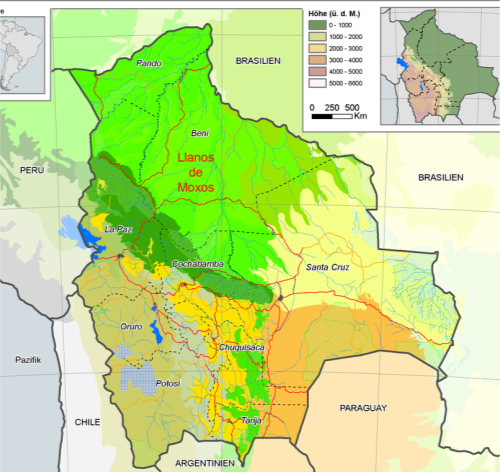
Карта Болівії, на якій показано розташування Льянос-де-Мохос

Льянос-де-Мохос — скупчення доколумбових сільськогосподарських археологічних ділянок, розкиданих в Льянос-де-Мохос на більшій частині департаменту Бені, Болівія. 
Археологічні знахідки свідчать про добре організоване та чисельне корінне населення. 

Це суперечить традиційній точці зору археологів, зокрема Бетті Меггерс, яка стверджувала, що Амазонська низовина не була екологічно здатною підтримувати велике населення і що його корінні жителі були групами мисливців-збирачів або землеробами, які займалися підсічно-вогневим землеробством. 
У 1960-х роках геологи нафтової компанії та географ Вільям Деневан були серед перших, хто оприлюднив існування великих доісторичних земляних споруд, побудованих на рівнинах Амазонки, особливо в Льянос-де-Мохос.
Велика частина Льянос-де-Мохос вкрита водою під час сезону дощів. 
Багато типів земляних робіт задокументовано в Льяносі, включно з монументальними курганами, піднесеними полями для сільського господарства, природними та штучними островами, каналами, греблями, кільцевими канавами та рибними водосховищами. 
Археологічні дослідження в Льяносі не були широкими, і залишається багато питань про культуру доісторичних мешканців. 
Нині немає жодних доказів того, що жителі були політично об’єднані в доколумбові часи, ймовірно вони були організовані у велику кількість невеликих незалежних держав, які розмовляли різними неспорідненими мовами. 
Дані лідара, опубліковані у 2022 році, можуть розкрити багато археологічних ділянок, які не були досліджені. 
Це може допомогти встановити чіткіше розуміння цих доісторичних культур.
Свідоцтва про те, що люди жили в Льяносі, датуються 8000 роком до нашої ери. 
Археологи знайшли в монументальних курганах артефакти, датовані ще 800 роком до нашої ери. 
Льянос був щільно заселений індіанцями до приходу іспанців наприкінці XVII століття.

## Навколишнє середовище

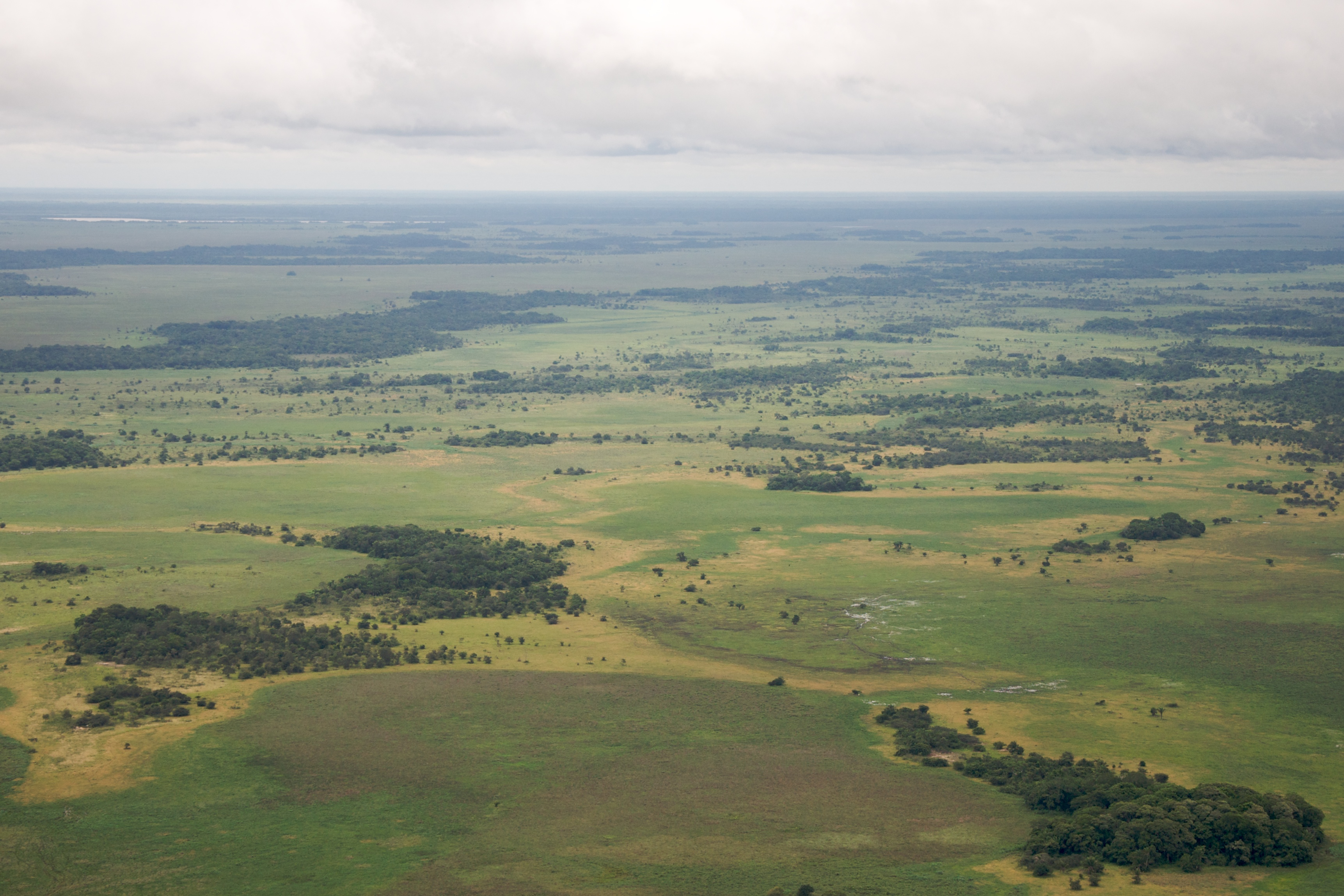
Льянос має великі вологі рівнини

Різні визначення території, що містить Льянос-де-Мохос у північній Болівії, призводять до оцінок його розміру 110 000 км² — 200 000 км². 

Ця місцевість характеризується рівнинним рельєфом, великою кількістю річок і мілководних озер, а також тропічним кліматом з яскраво вираженими вологим і сухим сезонами. 
П'ятдесят-шістдесят відсотків суходолу затоплені від чотирьох до десяти місяців на рік. 

Льянос-де-Мохос розташований в основному у сточищі річки Маморе.
Головний сучасний міський центр Льянос — місто Тринідад. 
На схід від нього знаходиться Касарабе. 
Останні дані лідарного дистанційного зондування та дані, зібрані під час попередніх археологічних розвідок, демонструють те, що зараз ідентифікується як культура Касарабе, має високоінтегровану, безперервну та щільну систему поселень, яка охоплює понад 4000 км² у кількох центрах і відносно тісні взаємопов'язані. 

Поселення, характерні для культури Касарабе, описується як урбанізм з низькою щільністю, який розвинувся між 500 р. по Р.Х. і 1400 р. по Р.Х. 

Історично археологи та географи вважали, що великі, складні доколумбові суспільства не могли розвиватися та процвітати в рівнинних лісах басейну Амазонки через бідні ґрунти для сільського господарства, дефіцит білка у мешканців, відсутність одомашнених тварин та обмежені технології. 
У 2008 році цей погляд оскаржили після дослідження руїн у Льянос-де-Мохос. 

Останні дані лідара дозволили швидко розробити оцінки, які могли б зайняти десятиліття з використанням археологічних методів, щоб довести неточність помилкового судження. 
Лідарні дані виявляють будівництво мешканців, яке подолало природні недоліки.
Загалом родючість ґрунту в Льяносах зменшується з півдня на північ. 
Ґрунти найпівденніших Льяносів отримують родючість від відкладень річок, що стікають із сусідніх Анд. 
Кількість цих відкладень зменшується на північ і переважають типові неродючі латеритні ґрунти Амазонки. 

З доісторичними поселеннями пов’язана амазонська темна земля, яка називається «terra mulata» або Терра-прета. 
Ці високопродуктивні ґрунти є продуктом людської діяльності та намагань покращити родючість ґрунту. 

Люди рівнин Мохос покращили свій ландшафт, практикуючи землеробство на грядках і покращуючи ґрунти додаванням органічної речовини. 

## Земляні роботи

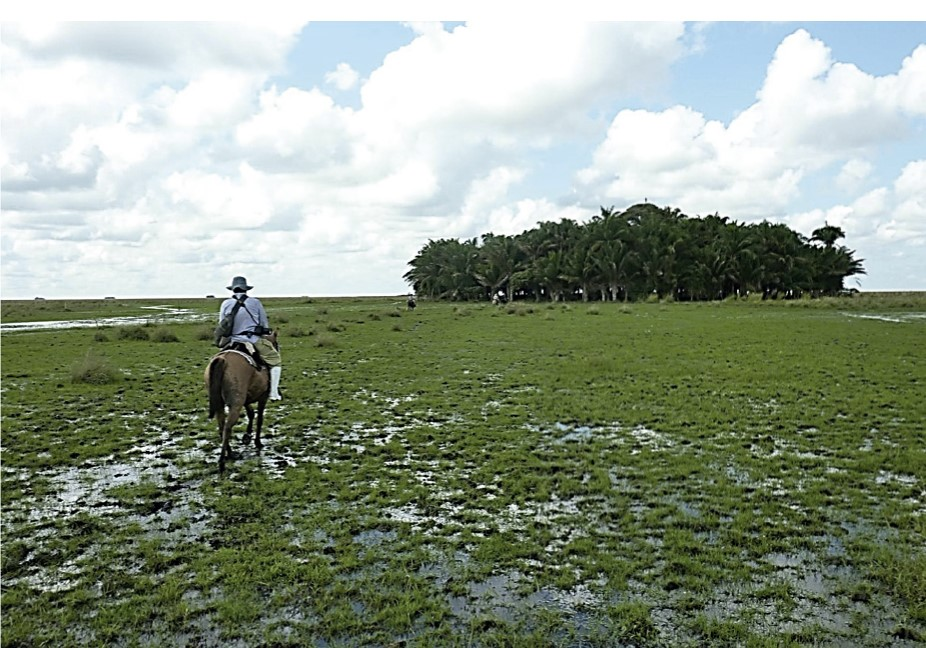
Острів, можливо, штучний, у Льянос-де-Мохос, Болівія

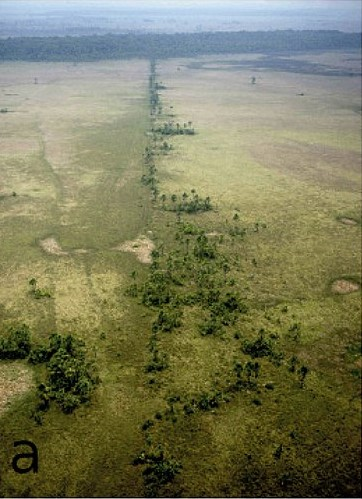
Ця доісторична дамба була побудована, щоб з’єднати два острови в Льянос-де-Мохос, Болівія

Суперечки щодо антропогенного походження багатьох земляних споруд у Льянос-де-Мохос тривають. 
Науковці сперечаються щодо кількості людей та соціальної складності суспільства, які будували земляні споруди, одні постулюють велике населення, інші – невелике населення, яке будувало земляні споруди тривалий час. 
Кам'яна кладка, характерна для високогірної цивілізації на захід від Льянос, не була поширена, оскільки в цьому районі немає каменю на поверхні. 

Кургани (ісп. lomas) розкидані по всьому Льянос-де-Мохос. 
Загальна кількість курганів оцінюється в 20 тис. 
Дві-три сотні з них є великими курганами, що підносяться на 3—5,5 м над рівниною і мають площу 2—11 га. 
Кургани зосереджені в кількох районах, що свідчить про те, що існувало кілька регіональних держав, кожна з яких мала свої житлові та церемоніальні центри. 
Призначення невеликих курганів, висотою менш як 3 м, було житловим і сільськогосподарським.
Сільськогосподарські поля демонструють, що сільське господарство на Льянос-де-Мохос велося переважно на довгих вузьких смугах землі, піднятих людьми на висоту до 1 м над рівнем паводкової води. 
Залишки смуг, які іспанською називають «camellónes», мають завдовжки 600 м і 20 м завширшки. 
Підняті поля дозволяли дренаж під час сезону дощів. 

та могли охоплювати 1 000 000 га терену на рівнинах Моксос. 

Кукурудза та маніок (юка), ймовірно, були основними культурами. 

Над навколишніми болотами височіють острови лісу. 
Багато з них побудовано штучно, є результатом покинутих монументальних курганів і людських поселень. 
Острови лісу використовували для присадибних ділянок, сільського господарства, полювання та заготівлі диких рослин. 

Канали та греблі часто з’єднували території людських поселень, радіально віддаляючись від великих курганів. 
Вони виконували багато функцій: транспортування, дренаж, встановлення меж і збільшення рибних ресурсів. 

Зигзагоподібні греблі в деяких районах інтерпретуються як рибні водосховища. 
Ймовірно, риба була основним джерелом білка для доісторичних мешканців. 

Кільцеві канави зустрічаються на багатьох ділянках. 
Канави будували, щоб оточувати території людських поселень, і функціонували як для дренажу води в сезон дощів, так і для зберігання води в сухий сезон. 
Зазвичай вони мали глибину менш як 1 м і ширину від 3—5 м. 

## Варіації між регіонами
Чотири еко-археологічні регіони визначені в Льянос-де-Мохос.
Перший регіон: на північ від міста Санта-Ана-дель-Якума та на захід від річки Маморе розташована територія заболочених і бідних ґрунтів. 
Багато великих сільськогосподарських полів є характерними залишками його доісторичних мешканців, підняті поля необхідні для дренажу та покращення ґрунтів. 
Хоча в цьому регіоні, ймовірно, було велике доісторичне населення, існує мало доказів складного суспільства. 

Другий регіон: на схід від річки Маморе з центром у місті Баурес, терен навколо річки Баурес — територія багатьох островів лісу, переважно природних, заселених і оточених виритими сільськогосподарськими полями, кільцевими канавами, рибними греблями та багатьма каналами та зигзагоподібними дамбами. 
Ймовірно, земляні укріплення в цій місцевості побудували незадовго до прибуття іспанців. 

Третій регіон: на захід від міста Тринідад, у центрі якого лежить місто Сан-Ігнасіо-де-Мохос, це територія з відносно родючими ґрунтами та розміщенням великої кількості земляних споруд, включно з курганами, рукотворними островами лісу, піднятими полями та дамбами. Поширення земляних укріплень та їх різноманітність свідчить про складніше доісторичне суспільство, ніж у першому та другому регіонах. 

Четвертий регіон: на схід від міста Тринідад і з центром у місті Касарабе є найродючішим і найменш заболоченим регіоном Льянос. 
Він містить велику кількість монументальних курганів і пов’язаних з ними сільськогосподарських полів і інтегрованих земляних робіт. 
У цьому регіоні, ймовірно, проживали найскладніші суспільства доісторичного Льянос-де-Мохос. 

## Населення
Археологи знайшли непрямі докази присутності людини в Льянос-де-Мохос, що датується 8000 роком до нашої ери, у черепашкових купах на кількох островах лісу. 

Деякі артефакти в монументальних курганах датовані радіовуглецевим методом аж до 800 року до нашої ери. 

Перші іспанці виявили шість основних етнічних груп у Льянос: мохо (або моджо), мовіма, канічана, каювава, ітонама та бауре. 
Відомі назви ще 26 груп. 
Бауре вважалися іспанцями найбільш «цивілізованими», за ними йшли мохо. 
Інші групи жили меншими громадами та на менш сприятливих землях. 
Канічана або канісіана були войовничими мисливцями, які займали найкращі володіння на березі річки Маморе.
Льянос були тереном, заселеним носіями неспоріднених мов. 
Бауре та мохо розмовляли аравакськими мовами. 
Лінгвісти вважають, що народи араваків виникли далі на північ у басейні Центральної Амазонки та мігрували до Льянос, принісши з собою своє сільське господарство на основі маніоки. 
Більшість інших етнічних груп, ймовірно, були ранішніми мешканцями Льянос, ніж носії аравакської мови, хоча виразна мисливська та войовнича культура канічана припускає, що вони могли лише нещодавно мігрувати до Льянос під час першого контакту з Іспанською імперією. 

Археолог Кларк Еріксон узагальнив ранній іспанський опис сіл Бауре:
села були великими за амазонськими стандартами і мали продумане планування: вулиці, просторі громадські площі, кільця будинків і великі центральні бебедеро (будинки для чоловіків). За словами єзуїтів, багато з цих сіл мали захист — глибокі круглі рови й дерев’яні частоколи навколо поселення. Поселення з’єднувалися дамбами та каналами, що дозволяло подорожувати цілий рік.
— 
Ранні іспанські дослідники в 1617 році повідомляли про села Льянос, які налічували до 400 будинків. 
Сучасні вчені підрахували, що в такому селі проживало б близько 2000 осіб. 

Деневан оцінив доколумбове населення Льянос-де-Мохос у 350 000 осіб і 100 000 в 1690 році, коли єзуїтські священники вперше заснували місії в Льяносі. 
Проте Девід Блок підрахував лише близько 30 000 мешканців Льянос в 1679 році. 
Чисельність доколумбового населення зменшилася через  європейські хвороби, вплив завоювань та набіги іспанських і португальських рабів. У 1720 році єзуїти в Льяносі нараховували близько 30 000 жителів у своїх місіях. 
Після цього населення Льянос залишалося досить стабільним аж до XIX століття. 